# Université Paris Cité
Université Paris Cité, även känt som U Paris Cité, är ett offentligt universitet i Paris i Frankrike. Det grundades 2019 genom sammanslagningen av Université Paris Descartes och Université Paris-Diderot.
Universitetet består av tre fakultet:
- Hälsouniversitetet (la Faculté de Santé)
- Samhällsvetenskapliga och humanistiska fakulteten (la Faculté des Sociétés et Humanités)
- Naturvetenskapliga fakulteten (la Faculté des Sciences)